# Cinemática del sólido rígido
La cinemática del sólido rígido es una aplicación de la cinemática al movimiento de un objeto tridimensional rígido en el espacio. El movimiento más general del sólido rígido puede considerarse como la superposición de dos tipos de movimiento básicos: de traslación y de rotación.

## Introducción

### Concepto de sólido rígido

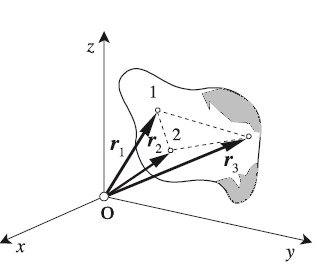
Figura 1. Concepto de sólido rígido.

Entendemos por sólido rígido una idealización matemática de un sistema físico en la que la distancia entre dos puntos materiales cualesquiera de ellas permanece invariable en el transcurso del tiempo. Los cuerpos sólidos reales de hecho son realmente deformables, en mayor o menor grado, cuando están sometidos a las acciones de las fuerzas; sin embargo, si estas son suficientemente pequeñas, las deformaciones producidas son despreciables y, entonces, es útil la abstracción de considerarlos como cuerpos rígidos o indeformables. La definición de sólido rígido es solo conceptual, por cuanto que el sólido rígido, en todo rigor, no existe. En este sentido, el sólido rígido es solo una idealización y extrapolación del sólido real, al igual que lo es la partícula o punto material.
Consideremos un sólido rígido y un sistema de coordenadas, xyz, como se muestra en la Figura 1. Indicaremos por ri y rj los vectores de posición de dos puntos, Pi y Pj, del sólido; la condición geométrica de rigidez se expresa por

(1){\displaystyle \left\vert \mathbf {r} _{i}-\mathbf {r} _{j}\right\vert ^{2}\equiv (\mathbf {r} _{i}-\mathbf {r} _{j})\cdot (\mathbf {r} _{i}-\mathbf {r} _{j})={\mbox{cte.}}}

que es equivalente a {\displaystyle \left\vert \mathbf {r} _{i}-\mathbf {r} _{j}\right\vert ={\mbox{cte.}}}, ya que la raíz cuadrada de una constante es otra constante.
La posición del sólido con respecto al sistema de ejes coordenados queda perfectamente determinada si conocemos la posición de tres cualesquiera de sus puntos, no alineados, como los puntos 1, 2 y 3 que se indican en la Figura 1. Para especificar la posición de cada uno de ellos se necesitan tres parámetros o coordenadas; de modo que en total necesitamos, aparentemente, nueve parámetros o coordenadas para especificar la posición del sólido en el espacio. Los tres puntos que hemos tomado como referencia están ligados por las condiciones de rigidez expresadas por [1]; esto es, tres ecuaciones 

(2){\displaystyle {\begin{array}{l}(x_{1}-x_{2})^{2}+(y_{1}-y_{2})^{2}+(z_{1}-z_{2})^{2}=k_{12}^{2}\\(x_{2}-x_{3})^{2}+(y_{2}-y_{3})^{2}+(z_{2}-z_{3})^{2}=k_{23}^{2}\\(x_{3}-x_{1})^{2}+(y_{3}-y_{1})^{2}+(z_{3}-z_{1})^{2}=k_{31}^{2}\end{array}}}

que nos permiten despejar tres incógnitas en función de las demás, de modo que el número mínimo de parámetros o coordenadas necesarias para especificar la posición del sólido es solamente seis. Decimos que el sólido rígido posee seis grados de libertad.
Geométricamente esto puede interpretarse de la siguiente forma: tres grados de libertad son utilizados para dar las coordenadas de un punto Pi en el espacio. Una vez fijo dicho punto, cualquier otro punto Pj del cuerpo rígido tiene su posición limitada por la condición de rigidez:

{\displaystyle \left\vert \mathbf {r} _{i}-\mathbf {r} _{j}\right\vert =r_{ij}}

con lo cual el punto Pj solo puede ubicarse en la superficie de la esfera de radio {\displaystyle \scriptstyle r_{ij}} y centro en Pi. Para dar esta ubicación solo son necesarios dos grados de libertad. Una vez fijados los puntos Pi y Pj, el cuerpo rígido puede rotar alrededor del eje que pasa por ambos puntos, con lo cual cualquier otro punto Pk solo puede describir una circunferencia alrededor del eje de rotación. Para determinar en que lugar de la circunferencia se encuentra el punto Pk se utiliza el último grado de libertad.

### Condición cinemática de rigidez

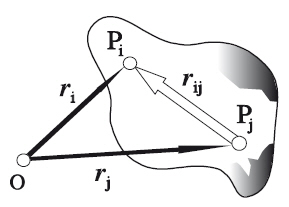
Figura 2. Condición geométrica de rigidez. La distancia entre dos puntos cualesquiera permanece constante durante el movimiento.

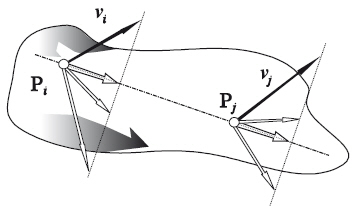
Figura 3. Condición cinemática de rigidez. Las velocidades de los puntos alineados pertenecientes a un sólido rígido dan idéntica proyección sobre la recta que definen.

Para describir el movimiento de un sólido rígido deberíamos describir el movimiento de cada uno de los puntos o partículas materiales que lo constituyen. La situación puede parecernos demasiado complicada pero, afortunadamente, la propia condición de rigidez impone ciertas restricciones al movimiento de los distintos puntos materiales del sólido, de modo que la situación se simplifica enormemente.
Para cada pareja de puntos pertenecientes al sólido rígido, la (Pi,Pj) por ejemplo, podemos escribir la condición geométrica de rigidez, esto es, la ec. [1.1], que derivada con respecto al tiempo nos conduce a

(1){\displaystyle {\frac {d}{dt}}\left[(\mathbf {r} _{i}-\mathbf {r} _{j})^{2}\right]=2(\mathbf {r} _{i}-\mathbf {r} _{j})\cdot \left({\frac {d\mathbf {r} _{i}}{dt}}-{\frac {d\mathbf {r} _{j}}{dt}}\right)=0}

que también podemos escribir en la forma

(2){\displaystyle \mathbf {r} _{ij}\cdot \mathbf {v} _{ij}=0}

donde rij y vij representan, respectivamente, el vector de posición y la velocidad de la partícula Pi con respecto a la Pj. La ec. [2] expresa un resultado importante: al no ser nulos ninguno de los vectores que intervienen en el producto escalar, han de ser perpendiculares entre sí. Dicho de otro modo: todo vector con sus extremos fijos en el sólido rígido (ya que el rij es válido para cualquier par de puntos constituyentes del sólido) es perpendicular a su derivada con respecto al tiempo (i.e., a vij).
La ec. [2] puede escribirse en la forma 

(3){\displaystyle \mathbf {r} _{ij}\cdot \mathbf {v} _{i}=\mathbf {r} _{ij}\cdot \mathbf {v} _{j}}

o también 

(4){\displaystyle {\frac {\mathbf {r} _{ij}}{r_{ij}}}\cdot \mathbf {v} _{i}={\frac {\mathbf {r} _{ij}}{r_{ij}}}\cdot \mathbf {v} _{j}}

ecuación que expresa la igualdad entre las proyecciones de las velocidades de los puntos Pi y Pj sobre la recta que los une. Este resultado constituye la condición cinemática de rigidez que se enuncia así:
Las velocidades de los puntos alineados pertenecientes al sólido rígido dan la misma proyección sobre la recta que los une.
Manifiestamente, la condición cinemática de rigidez expresa la imposibilidad de que se modifique la distancia entre dos puntos cualesquiera del sólido en el transcurso del movimiento de este, ya que al ser siempre sus velocidades iguales en la recta que los une, es imposible que alguno se acerque al otro.
El movimiento más general del sólido rígido puede considerarse como la superposición de dos tipos de movimiento básicos: de traslación y de rotación.

## Movimientos de un sólido rígido

### Movimiento de traslación

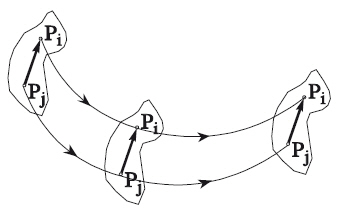
Figura 4. Movimiento de traslación.

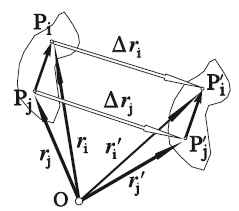
Figura 5. En el movimiento de traslación todos los puntos del sólido tienen la misma velocidad.

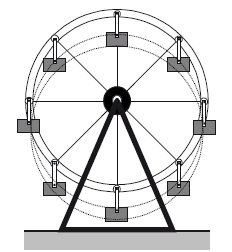
Figura 6. Movimiento de traslación de las barquillas de la noria.

El movimiento de traslación es el más sencillo que puede realizar el sólido rígido. Desde un punto de vista geométrico, lo podemos definir del modo siguiente:
Se dice que un sólido rígido se encuentra animado de un movimiento de traslación cuando todo segmento rectilíneo definido por dos puntos de aquél permanece paralelo a sí mismo en el transcurso del movimiento.
Consideremos un sólido rígido animado de un movimiento de traslación, como se muestra en la Figura 4. En virtud de la condición geométrica de rigidez, el vector rij = ri-rj debe mantener constante su módulo en el transcurso de cualquier movimiento y, además, en virtud de la definición geométrica del movimiento de traslación, también ha de mantener constante su dirección; entonces, siendo c un vector constante, se puede escribir:

(1){\displaystyle \mathbf {r} _{i}-\mathbf {r} _{j}=\mathbf {c} }

y derivando con respecto al tiempo

(2){\displaystyle \mathbf {\dot {r}} _{i}-\mathbf {\dot {r}} _{j}=0\qquad \Rightarrow \qquad \mathbf {v} _{i}=\mathbf {v} _{j}}

constituyendo esta igualdad la condición cinemática del movimiento de traslación, esto es:
Todos los puntos de un sólido rígido animado de un movimiento de traslación tienen, en cada instante, la misma velocidad.
Esa velocidad, común a todos los puntos del sólido, recibe el nombre de velocidad de traslación del sólido y debe ser considerada como un vector libre. Las mismas consideraciones pueden aplicarse a la aceleración. En consecuencia, una vez definido el movimiento de un punto cualquiera del sólido rígido que se traslada, tenemos definido el movimiento del sólido.
Otra característica importante del movimiento de traslación del sólido rígido es que las trayectorias recorridas por sus diversos puntos son congruentes, es decir, una se puede obtener mediante una translación de la otra. En efecto, consideremos de nuevo dos puntos cualesquiera, Pi y Pj, pertenecientes al sólido, y sean ri y rj sus vectores de posición con respecto a un cierto origen arbitrario O. Imaginemos un desplazamiento experimentado en una traslación del sólido, de modo que los vectores de posición de esos puntos, con respecto al mismo origen O, sean ahora r′i y r′j, respectivamente. La condición geométrica de rigidez junto con la condición geométrica que define al movimiento de traslación, nos conducen a:

(3){\displaystyle \mathbf {r} _{i}-\mathbf {r} _{j}=\mathbf {r} '_{i}-\mathbf {r} '_{j}\qquad \Rightarrow \qquad \mathbf {r} '_{i}-\mathbf {r} _{i}=\mathbf {r} '_{j}-\mathbf {r} _{j}\qquad \Rightarrow \qquad \Delta \mathbf {r} _{i}=\Delta \mathbf {r} _{j}}

de modo que el desplazamiento experimentado por cada uno de los puntos del sólido durante un intervalo de tiempo Δt es único. De este resultado, junto con la noción de la línea curva como límite de una poligonal y de la continuidad del movimiento, se sigue la congruencia de las trayectorias recorridas por los distintos puntos del sólido rígido.
Es conveniente que insistamos en que el movimiento de traslación no prejuzga forma alguna para las trayectorias de los distintos puntos que constituyen el sólido. Evidentemente, si la velocidad de traslación es constante (v=cte), cada uno de los puntos del sólido recorrerá una trayectoria rectilínea con celeridad constante y todas esas trayectorias serán paralelas entre sí (movimiento de traslación uniforme). Pero, en general, la velocidad de traslación no tiene por qué ser constante y la trayectoria puede ser curvilínea. Así, por ejemplo, las trayectorias recorridas por los distintos puntos del cuerpo pueden ser circunferencias, todas ellas del mismo radio (congruentes) aunque de distinto centro. Esta situación se presenta en una noria de feria de eje horizontal, como se muestra en la Figura; la armadura de la noria gira en torno al eje (rotación), pero las barquillas suspendidas de dicha armadura, prescindiendo de pequeñas oscilaciones pendulares, experimentan una traslación con trayectoria circular.

### Movimiento de rotación

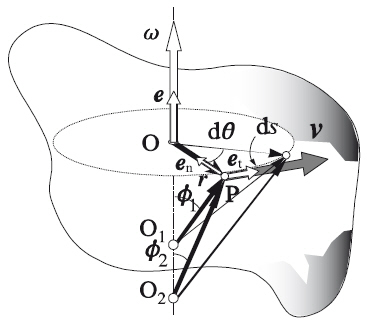
Figura 7. Movimiento de rotación. El vector velocidad angular es único (invariante), pero cada punto del sólido tiene una velocidad diferente de la de los otros.

Se dice que un sólido rígido está animado de un movimiento de rotación alrededor de un eje fijo cuando todos sus puntos describen trayectorias circulares centradas sobre dicho eje y contenidas en planos normales a este. 
El eje de rotación puede atravesar el cuerpo o ser exterior al mismo; en el primer caso, los puntos del sólido que están sobre el eje permanecen en reposo en tanto que los demás puntos describen circunferencias en torno al eje; en el segundo caso, todos los puntos del sólido están en movimiento circular alrededor del eje exterior al sólido. En cualquier caso, la velocidad v de un punto P del sólido será tangente a la circunferencia descrita y, en un instante dado, tendrá un módulo tanto mayor cuanto mayor sea la distancia del punto al eje de rotación. Dicha velocidad viene dada por

(1){\displaystyle \mathbf {v} =v\mathbf {e} _{\text{t}}}

siendo {\displaystyle \mathbf {e} _{\text{t}}} un vector unitario (de módulo igual a la unidad) tangente a la trayectoria y v el módulo de la velocidad. Téngase en cuenta que necesariamente {\displaystyle \mathbf {e} _{\text{t}}} cambiará a lo largo del movimiento, ya que irá continuamente modificando su dirección hasta llegar de nuevo a la orientación original, tras completar un giro de {\displaystyle 2\pi } radianes.
El módulo de la velocidad, denominado celeridad, se corresponde con

(2){\displaystyle v={ds \over dt}}

considerando s la distancia que el sólido va recorriendo a lo largo de la circunferencia. Dada la definición matemática de ángulo {\displaystyle \theta =s/r}, se verifica que ds = rdθ, para lo cual habrá que expresar el ángulo en radianes (rad). De aquí se deduce que

(3){\displaystyle v={ds \over dt}=r{d\theta  \over dt}}

El cociente dθ/dt recibe el nombre de celeridad angular y se designa por ω:

(4){\displaystyle \omega ={d\theta  \over dt}}

y podemos expresar la celeridad v de cualquier punto del sólido como el producto de la celeridad angular por la distancia r del punto al eje de rotación

(5){\displaystyle v=\omega r\,}

La introducción del concepto de celeridad angular es de gran importancia por la simplificación que supone en la descripción del movimiento de rotación del sólido, ya que, en un instante dado, todos los puntos del sólido poseen la misma celeridad angular, en tanto que a cada uno de ellos le corresponde una celeridad que es función de su distancia al eje de rotación. Así pues, la celeridad angular caracteriza al movimiento de rotación del sólido rígido en torno a un eje fijo. La celeridad angular se mide en radianes por segundo (rad/s).

### Movimiento general
De lo dicho anteriormente el conjunto de "posiciones" generales {\displaystyle {\mathcal {E}}} de un sólido rígido o conjunto de estados se puede representar por el conjunto {\displaystyle {\mathcal {E}}=\mathbb {R} ^{3}\times {\text{SO}}(3)}, es decir, en cada instante el poscionamiento general {\displaystyle (\mathbf {r} (t),\mathbf {R} (t)} queda especifiado si se da un vector de tralación {\displaystyle \mathbf {r} (t)\in \mathbb {R} ^{3}} que da el movimiento de uno de sus puntos respecto a la posición inicial, y una matriz de rotación {\displaystyle \mathbf {R} _{t}\in {\text{SO}}(3)} que define la orientación del sólido rígido en cada momento, especificando cómo ha rotado respecto a su orientación original. En este caso, el movimiento general se puede expresar como:

{\displaystyle \mathbf {r} (t)=\mathbf {a} (t)+\mathbf {R} (t)\cdot \mathbf {r} _{0}}

Donde:
{\displaystyle \mathbf {r} (t)=(x(t),y(t),z(t))}, es la posición de un punto del sólido rígido en un momento dado.
{\displaystyle \mathbf {r} _{0}=\mathbf {r} (0)=(x_{0},y_{0},z_{0})}, es la posición inicial del punto.
{\displaystyle \mathbf {R} (t)}, es una matriz de rotación, con la convención de que {\displaystyle \mathbf {R} (0)=\mathbf {I} } (matriz identidad).
Es interesante notar que la ecuación anterior puede escribirse mediante matrices de cuatro por cuatro de la siguiente manera:

{\displaystyle {\begin{pmatrix}x(t)\\y(t)\\z(t)\\1\end{pmatrix}}={\begin{pmatrix}R_{xx}(t)&R_{xy}(t)&R_{xz}(t)&a_{x}(t)\\R_{yx}(t)&R_{yy}(t)&R_{yz}(t)&a_{y}(t)\\R_{zx}(t)&R_{zy}(t)&R_{zz}(t)&a_{z}(t)\\0&0&0&1\end{pmatrix}}{\begin{pmatrix}x_{0}\\y_{0}\\z_{0}\\1\end{pmatrix}}}

El conjunto de matrices de {\displaystyle 4\times 4} como el anterior constituyen una representación del grupo euclídeo especial tridimensional {\displaystyle {\text{SE}}(3)} que es el grupo de isometrías del espacio euclídeo tridimensional.

### Vector velocidad angular

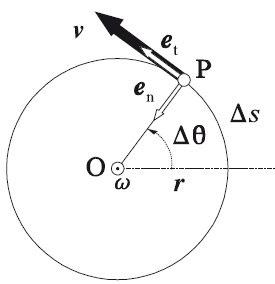
Figura 8. Movimiento de rotación. Trayectoria circular de un punto del sólido alrededor del eje de rotación.

Se define el vector velocidad angular ω, como un vector situado sobre el eje de rotación, cuyo módulo es la rapidez angular anteriormente definida, o sea 

(1){\displaystyle {\omega }={d\theta  \over dt}}

y cuya dirección está dada por la regla de la mano derecha. Si designamos por e al versor paralelo al eje, y cuya dirección sea la definido por la regla anterior, se tiene:

(2){\displaystyle \mathbf {\omega } ={d\theta  \over dt}\mathbf {e} =\omega \mathbf {e} ={d\mathbf {\theta }  \over dt}}

Llamando et y en a los versores tangencial y normal, respectivamente, a la trayectoria del punto genérico P, la velocidad de ese punto puede expresarse en la forma

(3){\displaystyle \mathbf {v} =v\mathbf {e} _{t}=r\omega (\mathbf {e} _{n}\times \mathbf {e} )=(r\mathbf {e} _{n})\times (\omega \mathbf {e} )={\overrightarrow {\text{PO}}}\times \mathbf {\omega } }

de modo que podemos afirmar:
La velocidad v de un punto genérico P del sólido rígido en rotación es igual al momento del vector velocidad angular ω con respecto a dicho punto P.
Así pues, conocida la velocidad angular ω queda determinada la distribución de velocidades en todos los puntos del sólido rígido en rotación. La expresión [3] puede escribirse en la forma

(4){\displaystyle \mathbf {v} =\mathbf {\omega } \times {\overrightarrow {\text{OP}}}=\mathbf {\omega } \times \mathbf {r} }

donde {\displaystyle \mathbf {r} ={\overrightarrow {\text{OP}}}} es el vector de posición del punto genérico P con respecto a un punto cualquiera del eje de rotación. Las definiciones anteriores exigen que el vector velocidad angular ω tenga carácter deslizante sobre el eje de rotación.
Una forma abstracta demostrar en un movimiento de sólido rígido siempre se puede definir una velocidad angular es partir del carácter ortogonal del grupo de rotaciones, ya que:

{\displaystyle \mathbf {R} (t)\mathbf {R} ^{T}(t)=\mathbf {I} }

Derivando respecto al tiempo se obtiene que:

{\displaystyle {\dot {\mathbf {R} }}(t)\mathbf {R} ^{T}(t)+\mathbf {R} (t){\dot {\mathbf {R} }}^{T}(t)=\mathbf {0} }

Por lo que la matriz definida como {\displaystyle {\boldsymbol {\Omega }}={\dot {\mathbf {R} }}\mathbf {R} ^{T}} resulta ser antisimétrica {\displaystyle {\boldsymbol {\Omega }}^{T}=({\dot {\mathbf {R} }}\mathbf {R} ^{T})^{T}=\mathbf {R} {\dot {\mathbf {R} }}^{T}=-{\dot {\mathbf {R} }}\mathbf {R} ^{T}=-{\boldsymbol {\Omega }}}, por oque tendrá la forma:

{\displaystyle {\boldsymbol {\Omega }}={\begin{pmatrix}0&-\omega _{z}(t)&\omega _{y}(t)\\\omega _{z}(t)&0&-\omega _{x}(t)\\-\omega _{y}(t)&\omega _{x}(t)&0\end{pmatrix}}}

Las con las tres componentes independientes puede formarse un pseudovector {\displaystyle {\boldsymbol {\omega }}(t)=(\omega _{x}(t),\omega _{y}(t),\omega _{z}(t))} llamado "vector velocidad angular", que además satisface la siguiente identidad:

{\displaystyle {\boldsymbol {\Omega }}\mathbf {b} ={\boldsymbol {\omega }}\times \mathbf {b} }

para cualquier vector {\displaystyle \mathbf {b} \in \mathbb {R} ^{3}}.

## Principio de superposición de movimientos

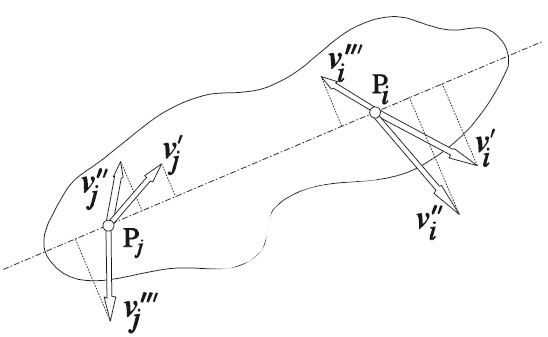
Figura 9. Principio de superposición de movimientos.

El principio de superposición de movimientos en un sólido rígido establece que:
Si un sólido rígido está animado de varios movimientos simultáneos que originan velocidades v′, v″, ... en un punto genérico P del sólido, la velocidad resultante v de ese punto genérico es la suma vectorial de las velocidades que le corresponde en cada uno de los movimientos componentes por separado.
Otra forma de enunciar el principio de superposición es la siguiente:
Si un sólido rígido está animado de varios movimientos simultáneos, para cada uno de los cuales se cumple la condición cinemática de rigidez, el movimiento resultante también cumple esa condición.

## Composición de rotaciones
A partir de la definición del vector velocidad angular, y al quedar completamente representado por dicho vector el movimiento de rotación del sólido, es fácil comprender que componer dos o más rotaciones se reducirá a sumar los vectores de velocidad angular que las representan. Consideraremos dos casos sencillos.

### Rotaciones cuyos ejes concurren en un punto

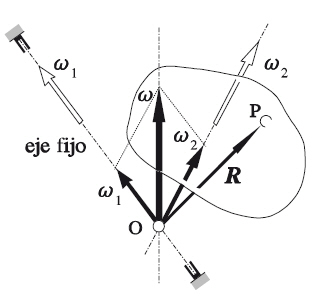
Figura 10. Podemos imaginar las dos rotaciones simultáneas del modo que se ilustra en esta figura. Esto es, el sólido está en rotación con una velocidad angular ω_{2} alrededor de un cierto eje; a su
vez, este eje está rotando con una velocidad angular ω_{1} alrededor de un eje fijo en el espacio. La rotación ω_{2} suele denominarse rotación intrínseca; la rotación ω_{1} recibe el nombre de precesión.

Consideremos un sólido rígido animado de dos rotaciones simultáneas, ω1 y ω2, cuyos ejes concurren en el punto O (Figura 10). La velocidad de un punto genérico P del sólido será la suma de las velocidades, v1 y v2, que le corresponderían a ese punto en cada rotación por separado; i.e.,

(1){\displaystyle \mathbf {v} _{1}={\boldsymbol {\omega }}_{1}\times \mathbf {R} \qquad \mathbf {v} _{2}={\boldsymbol {\omega }}_{2}\times \mathbf {R} }

de modo que 

(2){\displaystyle \mathbf {v} _{1}+\mathbf {v} _{2}=({\boldsymbol {\omega }}_{1}+{\boldsymbol {\omega }}_{2})\times \mathbf {R} ={\boldsymbol {\omega }}\times \mathbf {R} }

o sea que
El resultado de la superposición de dos o más rotaciones simultáneas cuyos ejes concurren en un punto es igual a otra rotación cuyo eje pasa por dicho punto y cuya velocidad angular es la suma (vectorial) de las velocidades angulares correspondientes a las rotaciones componentes.

### Par de rotaciones

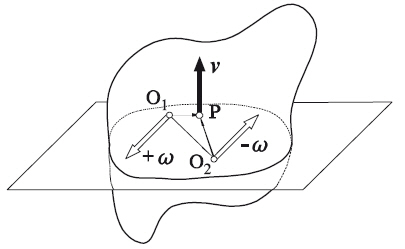
Figura 11. Un par de rotaciones equivale a una traslación.

Consideremos un sólido rígido que esté animado simultáneamente de dos movimientos de rotación, en torno a ejes paralelos entre sí y de modo que las velocidades angulares correspondientes, localizadas sobre dichos ejes, tengan el mismo módulo y direcciones contrarias (Figura 11); esto es, ω1=ω y ω2=-ω. Los vectores ω y -ω constituyen un par de rotaciones. La velocidad de un punto genérico P del sólido será

(3){\displaystyle \mathbf {v} =({\boldsymbol {\omega }}\times {\overrightarrow {{\text{O}}_{1}{\text{P}}}})+(-{\boldsymbol {\omega }}\times {\overrightarrow {{\text{O}}_{2}{\text{P}}}})={\boldsymbol {\omega }}\times ({\overrightarrow {{\text{O}}_{1}{\text{P}}}}+{\overrightarrow {{\text{P}}{\text{O}}_{2}}})}

o sea 

(4){\displaystyle \mathbf {v} ={\boldsymbol {\omega }}\times {\overrightarrow {{\text{O}}_{1}{\text{O}}_{2}}}=-{\overrightarrow {{\text{O}}_{1}{\text{O}}_{2}}}\times {\boldsymbol {\omega }}}

resultando ser independientes del punto P. Esto es, todos los puntos del sólido tienen la misma velocidad. En consecuencia, tenemos un movimiento en el que todos los puntos del sólido poseen, en un instante dado, la misma velocidad. Se define el momento de un vector respecto de un punto como el vector que va desde dicho punto al origen del vector del que calculamos su momento multiplicado vectorialmente por este último vector. Por lo tanto, podemos enunciar:
Un par de rotaciones equivale a una traslación cuya velocidad es la expresada por [4], o sea, el momento del par de rotaciones.
Y recíprocamente:
Una traslación equivale a un par de rotaciones cuyo momento sea la velocidad de traslación.

## Movimiento rototraslatorio

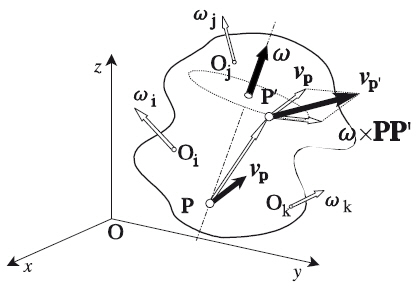
Figura 13. Movimiento general el sólido rígido.

El movimiento más general del sólido rígido es el movimiento rototraslatorio; esto es, el originado por la superposición de los dos movimientos básicos: el movimiento de traslación y el movimiento de rotación.
Consideremos un sólido rígido que está animado simultáneamente de un cierto número
de movimientos de traslación y de rotación. Cada uno de los movimientos de traslación
quedará completamente definido por la velocidad de traslación correspondiente; esto es, v1, v2, ... vm. Análogamente, cada una de las rotaciones quedará completamente definida por el vector velocidad angular correspondiente; esto es ω1, ω2, ... ωn. Teniendo en cuenta que un movimiento de traslación es equivalente a un par de rotaciones cuyo momento es igual a la velocidad de traslación, el estado de movimiento del sólido rígido estará definido por un conjunto de rotaciones simultáneas, ω1, ω2, ... ωn, ωn+1, ... ωn+2m, cuyos ejes de rotación pasan por los puntos O1, O2, ... On+2m (Figura 13).
La velocidad de un punto genérico del sólido, P, viene dada por el momento resultante del sistema de vectores deslizantes ωi (i=1, 2, ...) en el punto P; i.e.,

(1){\displaystyle \mathbf {v} _{\text{P}}=\sum _{i}{\overrightarrow {{\text{P}}{\text{O}}_{i}}}\times {\boldsymbol {\omega }}_{i}=\sum _{i}{\boldsymbol {\omega }}_{i}\times {\overrightarrow {{\text{O}}_{i}{\text{P}}}}}

Por otra parte, el momento del sistema de vectores deslizantes en otro punto, P′, del sólido (i.e., la velocidad del punto P′) está relacionado con el anterior mediante la expresión 

(2){\displaystyle \mathbf {v} _{{\text{P}}'}=\mathbf {v} _{\text{P}}+{\boldsymbol {\omega }}\times {\overrightarrow {{\text{PP}}'}}}

siendo ω = Σωi la resultante general del sistema de vectores deslizantes (i.e., la velocidad angular resultante) que es un invariante del sistema (primer invariante o invariante vectorial).
La expresión [33] nos permite decir que la velocidad que le corresponde a un punto P′ de un sólido rígido es igual a la que le corresponde a otro punto arbitrario del mismo, P, más la velocidad que le correspondería al punto P′ en una rotación instantánea, ω, alrededor de un eje que pasase por el punto P. En definitiva, podemos enunciar:
El movimiento general de un sólido rígido (movimiento rototraslatorio) puede reducirse a una rotación de velocidad angular ω = Σωi alrededor de un eje paralelo a ω y que pasa por un punto arbitrario del sólido, más una traslación cuya velocidad es el momento resultante del sistema de vectores ωi (i=1, 2,...) con respecto a dicho punto arbitrario.
El enunciado anterior nos indica que cualquier movimiento del sólido rígido, por complejo que nos parezca, puede reducirse siempre a la superposición de dos movimientos básicos: uno de traslación y otro de rotación. Obsérvese que la velocidad de cualquier punto del sólido queda perfectamente determinada con el conocimiento de la velocidad angular ω del sólido y la velocidad vP de un punto cualquiera del mismo; i.e., por los vectores ω y vP, a los que denominaremos, conjuntamente, grupo cinemático en P.

## Eje instantáneo de rotación y deslizamiento

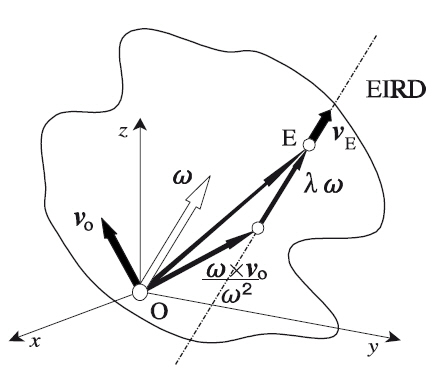
Figura 16. Eje instantáneo de rotación y deslizamiento.

En los apartados anteriores hemos visto cómo podemos reducir el estudio del movimiento general del sólido rígido al del sistema de vectores deslizantes, ωi (i=1, 2, ...), que lo representa. Así, la velocidad de un punto del sólido rígido puede considerarse como el momento
de dicho sistema de vectores con respecto al punto considerado [8.1], y la velocidad de un segundo punto del sólido está relacionada con la del anterior por la expresión [8.2]. A cada punto del sólido le corresponde una velocidad distinta (en general); pero, en un instante dado, todas esas velocidades dan la misma proyección en la dirección de la velocidad angular resultante ω. En efecto, multiplicando escalarmente por ω ambos miembros de la exp. [8.2], tenemos

(1){\displaystyle {\boldsymbol {\omega }}\cdot \mathbf {v} _{{\text{P}}'}={\boldsymbol {\omega }}\cdot \mathbf {v} _{\text{P}}+{\boldsymbol {\omega }}\cdot \left({\boldsymbol {\omega }}\times {\overrightarrow {{\text{PP}}'}}\right)}

o sea

(2){\displaystyle {\boldsymbol {\omega }}\cdot \mathbf {v} _{\text{P}}={\text{cte.}}}

que es la expresión del segundo invariante o invariante escalar del sistema de vectores deslizantes ωi (i=1, 2, ...). Por tanto, podemos enunciar que en un instante dado, 
El producto escalar de los dos vectores del grupo cinemático tiene el mismo valor en todos los puntos del sólido; i.e., es invariante.
El módulo de la velocidad v de un punto del sólido rígido tendrá un valor mínimo si dicha velocidad es paralela a la velocidad angular resultante ω. Pero el lugar geométrico de los puntos cuya velocidad (momento) es paralela a ω (resultante) sabemos que es una recta definida por la ecuación

(3){\displaystyle {\overrightarrow {\text{OE}}}={\frac {{\boldsymbol {\omega }}\times \mathbf {v} _{\text{O}}}{\omega ^{2}}}+\lambda \omega }

que es la ecuación del eje central del sistema de vectores deslizantes ωi (i=1, 2, ...), en un referencial de origen en el punto O. Obviamente, vO representa la velocidad que le correspondería al punto O, en el caso de que perteneciera al sólido. Cuando el
sistema de vectores deslizantes está constituido por vectores de velocidad angular ωi, el eje central del sistema de vectores recibe el nombre de eje instantáneo de rotación y deslizamiento (EIRD). Así pues, el EIRD queda definido como el lugar geométrico de los puntos del sólido de velocidad mínima o bien el lugar geométrico de los puntos del sólido cuya velocidad es paralela a la dirección de la velocidad angular del mismo.
Obviamente, el módulo de la velocidad mínima puede determinarse proyectando la velocidad v de un punto cualquiera del sólido sobre la velocidad angular ω del mismo; esto es,

(4){\displaystyle v_{\text{min}}={\frac {{\boldsymbol {\omega }}\cdot \mathbf {v} }{\omega }}}

y su dirección es la del vector ω (i.e., la del EIRD).

## Teorema de Chasles

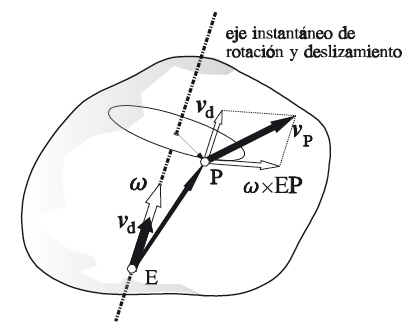
Figura 17.

Cuando el invariante escalar del sistema de rotaciones es distinto de cero (i.e., ω•v≠0) es posible reducir canónicamente el movimiento rototraslatorio a los dos movimientos básicos: rotación y traslación. Tomando un punto E del eje central como centro de reducción, el sistema de rotaciones resulta ser equivalente a una rotación única, ω = Σωi, localizada sobre el eje central del sistema de rotaciones, más una traslación o deslizamiento a lo largo de dicho eje, con una velocidad vd, llamada velocidad mínima o de deslizamiento, dada por

(1){\displaystyle \mathbf {v} _{\text{min}}=\mathbf {v} _{\text{d}}=\mathbf {v} _{\text{E}}=\sum _{i}{\boldsymbol {\omega }}_{i}\times {\overrightarrow {{\text{O}}_{i}{\text{E}}}}}

que constituye la expresión del Teorema de Chasles:
| El movimiento general de un sólido rígido resulta equivalente a una rotación pura alrededor del eje central del sistema de rotaciones ωi (i=1, 2, ...) más una traslación a lo largo de dicho eje. |

Por esa razón el eje central de un sistema de rotaciones recibe el nombre de eje instantáneo de rotación y deslizamiento y el movimiento resultante se denomina movimiento helicoidal tangente.
Cuando el invariante escalar es nulo, o sea ω•v = 0, siendo v la velocidad de un punto genérico del sólido, se nos pueden presentar los siguientes casos:
1. Que sea ω = 0 y v = 0. Esta condición prevalecerá para cualquier punto del sólido. En ese instante, el sólido se encuentra en reposo.
2. Que sea ω = 0 y v ≠ 0. Todos los puntos del sólido tienen la misma velocidad. En ese instante, el movimiento del sólido es una traslación pura.
3. Que sea ω ≠ 0 y v = 0. El sistema de rotaciones está definido por un sistema de vectores deslizantes concurrentes o paralelos. Se trata de una

rotación pura alrededor de un eje que pasa por el punto de concurrencia (propio o impropio). En los demás puntos del sólido, fuera de la recta de acción de ω, aparecerá una velocidad que será siempre perpendicular a ω, por ser ω•v = 0.
1. Que sea ω ≠ 0 y v ≠ 0. En este caso deberá ser v⊥ω, de modo que cada punto del sólido se moverá en un plano perpendicular al eje instantáneo de rotación (o sea, al vector ω). Como para los puntos de dicho eje deberá ser, además, v||ω, la velocidad de dichos puntos será nula. Por consiguiente, el

sólido pasará en cada instante por un estado de rotación pura, con velocidad angular ω, alrededor del eje instantáneo de rotación, pero sin que exista deslizamiento alguno a lo largo de dicho eje. Este movimiento recibe el nombre de movimiento de rodadura y en él los puntos del eje instantáneo de rotación se encuentran instantáneamente en reposo.

## Axoides. Representación de Poncelet

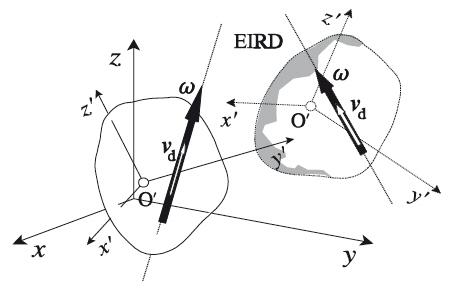
Figura 18.

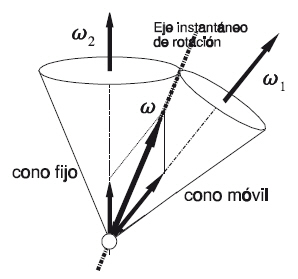
Figura 19.

Todo nuestro análisis anterior se refiere a un instante determinado y, así, la ecuación que define al eje instantáneo de rotación y deslizamiento, depende de los valores instantáneos de ω y de vO, de modo que representa una recta móvil en el espacio. En efecto, los vectores ω y vO pueden variar de un instante a otro de modo que el eje instantáneo, en general, cambiará constantemente de posición, en el transcurso del tiempo, tanto con respecto a un sistema de ejes fijos en el espacio, como con respecto a otro sistema de ejes ligados al sólido rígido y que se muevan solidariamente con él. El eje instantáneo solo estará indefinido en aquellos instantes en los que el movimiento del sólido sea una traslación pura.
En el transcurso del movimiento del sólido, el eje instantáneo modifica su posición con respecto a un referencial de ejes fijos en el espacio (xyz), generando una superficie reglada que recibe el nombre de axoide fijo. Por otra parte, el eje instantáneo, en su movimiento con respecto al referencial de ejes ligados al sólido (x′y′z′), genera otra superficie reglada que recibe el nombre de axoide móvil. Se comprende que, en cada instante, ambos axoides deben tener una recta común, que es el eje instantáneo correspondiente a dicho instante, de modo que ambos axoides
son tangentes a lo largo de la recta mencionada. Además, en cada instante, el sólido rígido realiza una traslación o deslizamiento a lo largo de dicho eje o recta común a ambos axoides, con una velocidad vd que es la velocidad de traslación del movimiento helicoidal tangente, y que es simplemente la proyección del vector velocidad v de cualquier punto del sólido sobre el eje instantáneo de rotación y deslizamiento. 
En definitiva, el movimiento general del sólido rígido (rototraslatorio) se puede representar de forma continua suponiendo que el sólido está ligado y se mueve solidariamente con una superficie móvil (axoide móvil) que rueda sobre una superficie fija (axoide fijo) al mismo tiempo que experimenta un deslizamiento a lo largo de la generatriz común instantánea. Tal representación del movimiento del sólido se debe al matemático y general francés Jean-Victor Poncelet (1788-1867).
En el caso de que uno de los puntos del sólido permanezca fijo durante el movimiento, ambos axoides degeneran en conos tangentes entre sí a lo largo de una generatriz y el movimiento continuo de Poncelet se reduce a una rodadura del cono móvil sobre el cono fijo, ya que no habrá deslizamiento por ser nula la velocidad de uno de los puntos del sólido. En la Figura 19 ilustramos este tipo de movimiento.
El sólido rígido (y el cono móvil al cual es solidario) gira con velocidad angular ω1 al mismo tiempo que el eje de ω1 gira con una velocidad angular ω2 alrededor de un eje fijo en el espacio. El resultado de estos dos movimientos combinados es una rodadura del cono móvil sobre el cono fijo, siendo el eje instantáneo de rotación (puntos de velocidad instantánea nula con respecto al sistema de ejes fijos) la generatriz común instantáneamente a ambos conos. Obviamente, será ω = ω1 + ω2, como se ilustra en la Figura 19, siendo ω la velocidad angular instantánea del sólido.

## Aceleración
Consideremos un punto genérico P de un sólido rígido en movimiento y sea vP su velocidad. Si consideramos un segundo punto, O, perteneciente al sólido, cuya velocidad sea vO, la relación existente entre ambas velocidades es de la forma

(1){\displaystyle \mathbf {v} _{\text{P}}=\mathbf {v} _{\text{O}}+{\boldsymbol {\omega }}\times {\overrightarrow {\text{OP}}}}

donde ω es la velocidad angular resultante, que la podemos considerar localizada
sobre un eje que pase por el punto O. Derivando la expresión anterior con respecto
al tiempo, obtenemos la aceleración aP del punto P; esto es,

(2){\displaystyle \mathbf {a} _{\text{P}}={\frac {d\mathbf {v} _{\text{P}}}{dt}}={\frac {d\mathbf {v} _{\text{O}}}{dt}}+{\frac {d{\boldsymbol {\omega }}}{dt}}\times {\overrightarrow {\text{OP}}}+{\boldsymbol {\omega }}\times {\frac {d{\overrightarrow {\text{OP}}}}{dt}}}

o sea

(3){\displaystyle \mathbf {a} _{\text{P}}=\mathbf {a} _{\text{O}}\ +{\frac {d{\boldsymbol {\omega }}}{dt}}\times {\overrightarrow {\text{OP}}}\ +{\boldsymbol {\omega }}\times (\mathbf {v} _{\text{P}}-\mathbf {v} _{\text{O}})=\mathbf {a} _{\text{O}}\ +{\frac {d{\boldsymbol {\omega }}}{dt}}\times {\overrightarrow {\text{OP}}}\ +{\boldsymbol {\omega }}\times ({\boldsymbol {\omega }}\times {\overrightarrow {\text{OP}}})}

donde
- {\displaystyle \mathbf {a} _{\text{O}}} es la aceleración del punto O;
- {\displaystyle {\frac {d{\boldsymbol {\omega }}}{dt}}\times {\overrightarrow {\text{OP}}}} es la aceleración tangencial del punto P en su rotación alrededor de un eje en la dirección de ω y que pasa por el punto O;
- {\displaystyle {\boldsymbol {\omega }}\times ({\boldsymbol {\omega }}\times {\overrightarrow {\text{OP}}})} es la aceleración normal del punto P respecto al eje anteriormente citado.

Obviamente, la suma de las aceleraciones tangencial y normal del punto P en su
rotación en torno al eje definido por ω y que pasa por el punto O es igual a {\displaystyle \mathbf {a} _{\text{P}}-\mathbf {a} _{\text{O}}}, o sea la aceleración relativa del punto P respecto al punto O.

### Vector aceleración angular

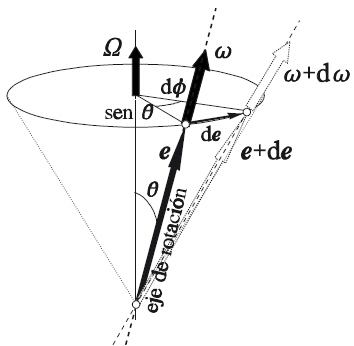
Aceleración angular. En el caso general, cuando el eje de rotación no mantiene una dirección constante en el espació, la aceleración angular no tiene la dirección del eje de rotación.

Definimos la aceleración angular como el cambio que experimenta la velocidad angular por unidad de tiempo. Se denota por la letra griega {\displaystyle \alpha \,} y, al igual que la velocidad angular, tiene carácter vectorial. Por definición,

(1){\displaystyle {\boldsymbol {\alpha }}={\frac {d{\boldsymbol {\omega }}}{dt}}}

siendo {\displaystyle {\boldsymbol {\omega }}} el vector velocidad angular del sólido rígido alrededor del eje de rotación. La aceleración angular se expresa en radianes por segundo al cuadrado, o s-2, ya que el radián es adimensional. 
Si denominamos por {\displaystyle \mathbf {e} \,} el versor asociado al eje de rotación, de modo que sea {\displaystyle {\boldsymbol {\omega }}=\omega \mathbf {e} \,}, podemos escribir

(2){\displaystyle {\boldsymbol {\alpha }}={\frac {d{\boldsymbol {\omega }}}{dt}}={\frac {d}{dt}}\left(\omega \mathbf {e} \right)={\frac {d\omega }{dt}}\mathbf {e} \ +\ \omega {\frac {d\mathbf {e} }{dt}}}

resultando que, en general, el vector {\displaystyle {\boldsymbol {\alpha }}} no está localizado sobre el eje de rotación.
En el caso particular de que el eje de rotación mantenga una orientación fija en el espacio (movimiento plano), entonces será {\displaystyle {d\mathbf {e} }/{dt}=0} y el vector aceleración angular {\displaystyle {\boldsymbol {\alpha }}} estará localizado sobre el eje de rotación. Esto es,

(3){\displaystyle {\boldsymbol {\alpha }}={\frac {d{\boldsymbol {\omega }}}{dt}}={\frac {d\omega }{dt}}\mathbf {e} =\alpha \,\,\mathbf {e} }

de modo que el módulo de la aceleración angular, {\displaystyle |{\boldsymbol {\alpha }}|=\alpha }, es la derivada de la rapidez angular con respecto al tiempo (o la derivada segunda del ángulo de rotación con respecto al tiempo), su dirección es la de {\displaystyle {\boldsymbol {\omega }}} cuando la rapidez angular aumenta con el tiempo, pero es de dirección opuesta si disminuye.
En el caso general, cuando el eje de rotación no mantiene una dirección fija en el espacio, será {\displaystyle {d\mathbf {e} }/{dt}\neq 0}, aunque {\displaystyle |\mathbf {e} |=1}, ya que el versor del eje cambia de dirección en el transcurso del movimiento. Puesto que {\displaystyle \mathbf {e} } es un versor, su derivada será un vector perpendicular a {\displaystyle \mathbf {e} }, esto es, al eje instantáneo de rotación. 
Así pues, en el caso más general, la aceleración angular {\displaystyle {\boldsymbol {\alpha }}} se expresará en la forma

(4){\displaystyle {\boldsymbol {\alpha }}={\frac {d{\boldsymbol {\omega }}}{dt}}={\frac {d\omega }{dt}}\mathbf {e} \ +\ {\boldsymbol {\Omega }}\times {\boldsymbol {\omega }}}

siendo {\displaystyle {\boldsymbol {\Omega }}} la velocidad angular asociada a la rotación del eje o precesión del eje de rotación (definido por {\displaystyle \,\mathbf {e} }) en el espacio. 
En la expresión anterior observaremos que el vector aceleración angular tiene dos componentes: una componente longitudinal (i.e., en la dirección del eje de rotación) cuyo módulo es {\displaystyle {d\omega }/{dt}\,} y una componente transversal (i.e., perpendicular al eje de rotación) cuyo módulo es {\displaystyle {\boldsymbol {\Omega }}\times {\boldsymbol {\omega }}\,}. 
Así pues, en general, 
- el vector {\displaystyle {\boldsymbol {\alpha }}} no tendrá la misma dirección que el vector {\displaystyle {\boldsymbol {\omega }}}.
- el vector aceleración angular {\displaystyle {\boldsymbol {\alpha }}} no tendrá la dirección del eje de rotación.

La dirección de la aceleración angular solo coincide con la del vector velocidad angular, o sea, con el eje de rotación, en el caso de que dicho eje mantenga su orientación fija en el espacio, esto es, en el movimiento plano.

### Movimiento plano
En el movimiento plano del sólido rígido, la aceleración angular, al igual que la velocidad angular, tiene la dirección del eje de rotación y viene dada por:

(1){\displaystyle \alpha ={d^{2}\theta  \over dt^{2}}={d\omega  \over dt}}

donde {\displaystyle \theta \,} representa el ángulo girado en función de {\displaystyle t} y {\displaystyle \omega } la velocidad angular.

(2){\displaystyle \omega ={d\theta  \over dt}}

En el movimiento plano tanto la velocidad angular como la aceleración angular son vectores perpendiculares al plano en el que se produce el movimiento.